# Route nationale 29 (France)
Pour les articles homonymes, voir N29 et Route nationale 29.
De nos jours, la route nationale 29 (RN 29 ou N 29) n'existe plus. Elle était une route nationale française reliant Sainte-Marie-des-Champs, près d'Yvetot, à La Capelle, et a été déclassée en route départementale depuis 2006.
Mais ce tracé actuel est le résultat d'une restructuration à la suite des déclassements des années 1970. En effet, autrefois (en fait depuis 1824) la route nationale 29 reliait Sainte-Marie-des-Champs, près d'Yvetot, à la frontière belge entre Quiévrechain et la commune belge de Quiévrain.
La RN 29 a été déclassée en RD 929 dans la Seine-Maritime et en RD 1029 dans la Somme et dans l'Aisne. En Seine-Maritime, la déviation de Saint-Saëns et de Maucomble a été déclassée, elle aussi, en RD 1029, le nom de RD 929 étant déjà attribué à l'ancien tracé traversant ces deux communes.
La RN 29 est dédoublée par l'A29 sur une grande partie de sa longueur, mais aussi par l'A28 entre Saint-Saëns et Neufchâtel-en-Bray.
Voir le tracé de la RN 29 sur Google Maps

## De Sainte-Marie-des-Champs à Amiens

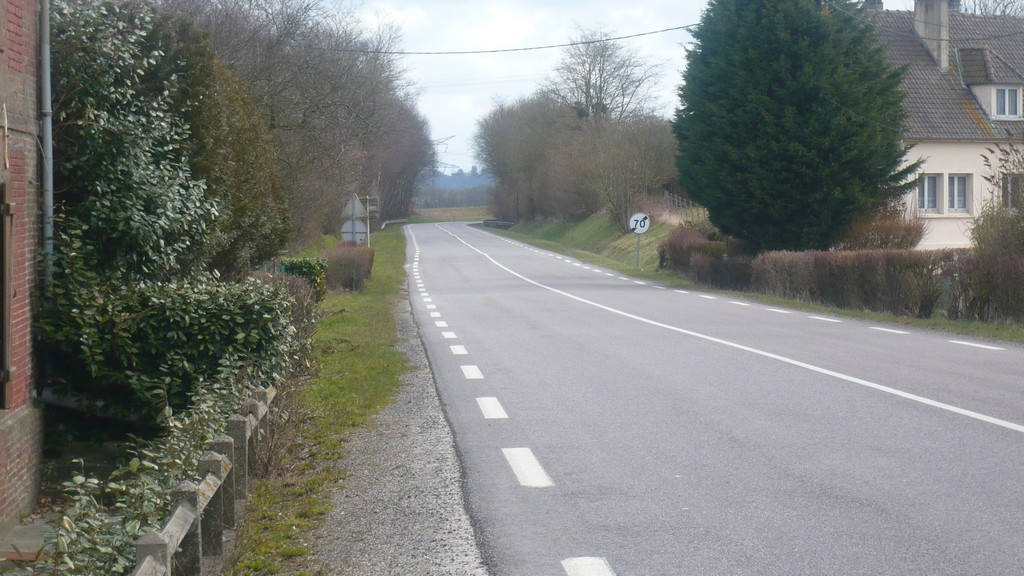
La RD 929 à hauteur de Bourdainville (entre Yerville et Tôtes)

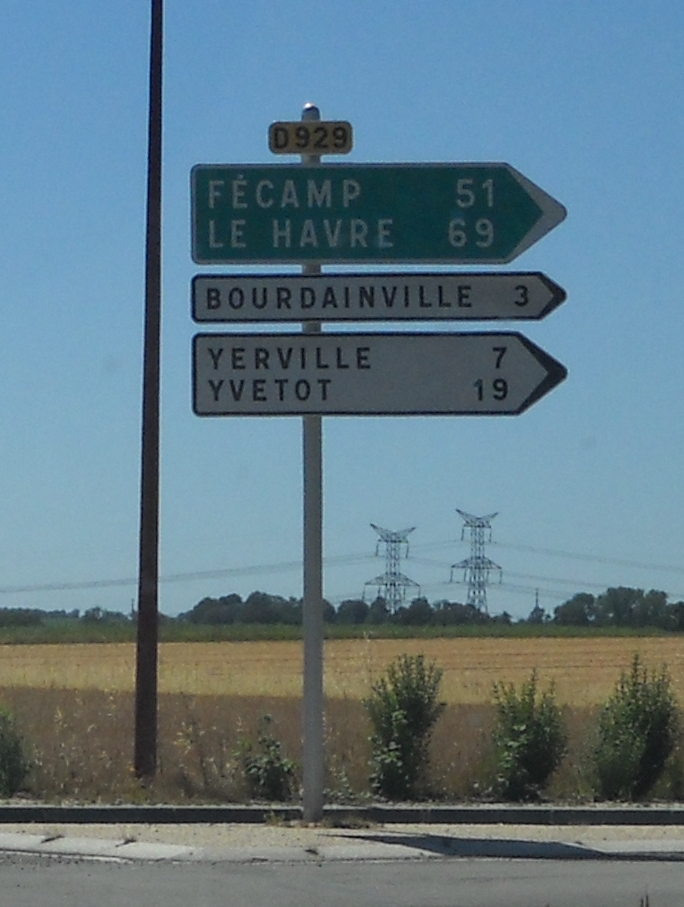
Panneau indicateur de la RN 29 entre Tôtes et Bourdainville

Ce tronçon a toujours fait partie de la route nationale 29 dès les origines. Entre Les Hayons et la sortie de Neufchâtel-en-Bray, la RN 29 empruntait le tracé de la RN 28. Ce tronçon a été d'ores et déjà déclassé en RD 928. Entre Aumale et Le Coq-Gaulois, la RN 29 empruntait une section de la RN 15bis qui a été renumérotée RN 29.
- Sainte-Marie-des-Champs (km 0) D  929
- Yerville (km 8)
- Tôtes (km 19)
- Saint-Victor-l'Abbaye (km 26)
- Beuzeville la Giffarde (commune de Beaumont-le-Hareng)
- Saint-Saëns (km 39)
- Maucomble (km 43)
- La Pointe du Nord (commune de Maucomble) D  929

Section commune avec la RN 28 (actuelle RD 928)
- Neufchâtel-en-Bray D  929
- Illois (km 72)
- Aumale (km 80) D  929
- Le Coq-Gaulois (commune de Morvillers-Saint-Saturnin) (km 86) D  1029
- Lignières-Châtelain (km 89)
- Caulières (km 90)
- Poix-de-Picardie (km 98)
- Quevauvillers (km 106)
- Salouël (km 119)
- Pont-de-Metz (km 120)
- Amiens (km 124) D  1029

## Tracé actuel

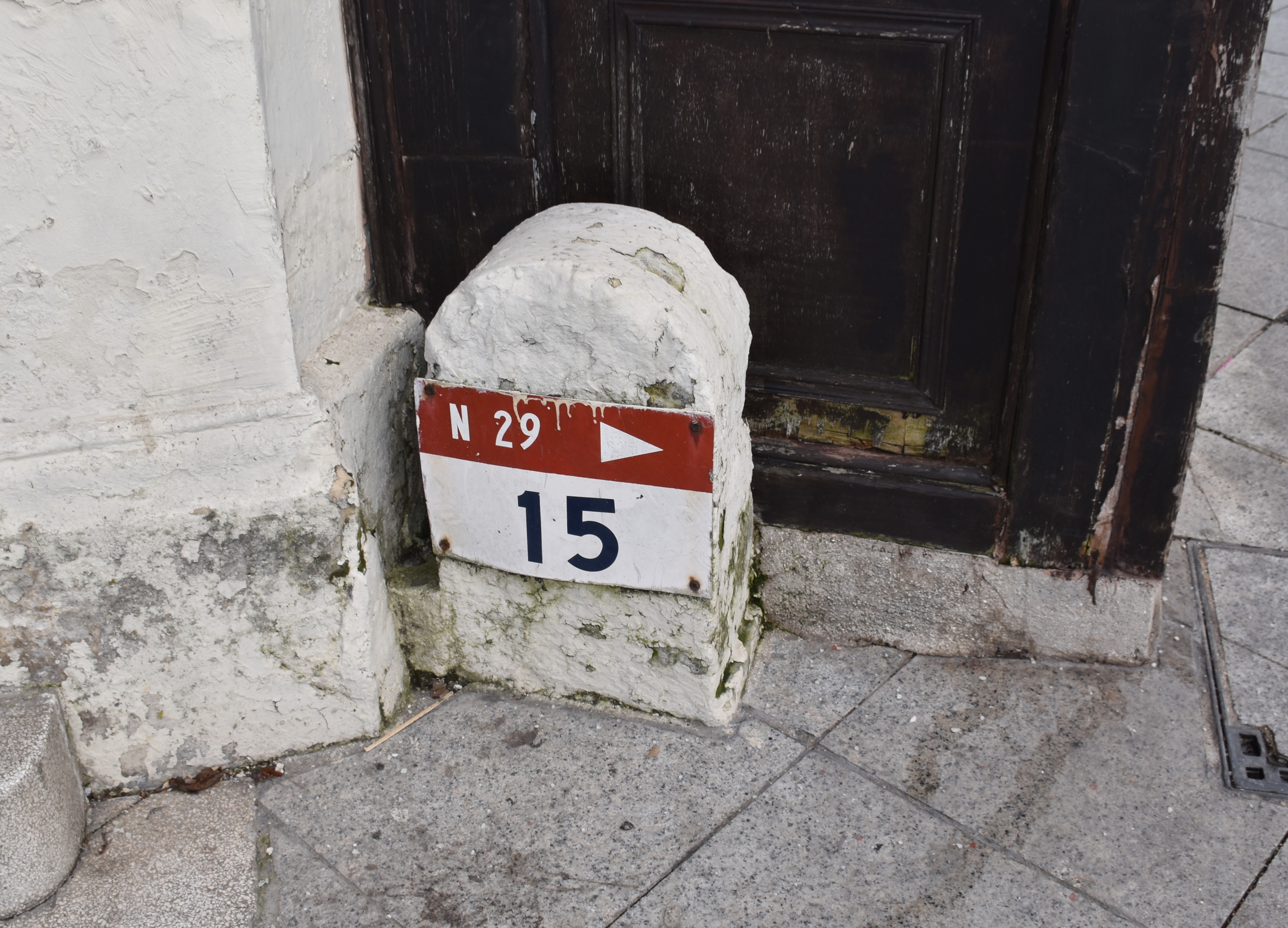
Route nationale 29 - Vieille borne à Saint-Quentin au bas du Pont-d'Isle.

### D'Amiens à Saint-Quentin
Entre Amiens et Longueau, la RN 29 avait repris le tracé de la RN 35. Entre Longueau et Estrées-en-Chaussée, le tracé correspond à une partie d'une route qui n'a été classée nationale que dans les années 1930 en tant que RN 336. Elle reçut le numéro 29 dans les années 1970. Entre Estrées-en-Chaussée et Saint-Quentin, la RN 336 avait, pour un temps, était renommée RN 44.
- Amiens (km 124) D  1029
- Longueau (km 129) D  1029
- Villers-Bretonneux (km 141)
- Lamotte-Warfusée (km 146)
- La Râperie (commune de Proyart)
- Foucaucourt-en-Santerre (km 159)
- Villers-Carbonnel (km 168)
- Mons-en-Chaussée (km 176)
- Estrées-en-Chaussée (km 176)
- Vermand (km 186)
- Saint-Quentin (km 197) D  1029

### De Saint-Quentin à La Capelle-en-Thiérache
Le tracé correspond à l'ancienne route nationale 30. Il fait partie de la route européenne 44.
- Saint-Quentin (km 197) D  1029
- Homblières (km 204)
- Origny-Sainte-Benoite (km 213)
- Mont-d'Origny (km 214)
- Guise (km 225)
- Buironfosse (km 242)
- La Capelle (km 247) D  1029

## Tracé d’origine

### D’Amiens à Bapaume

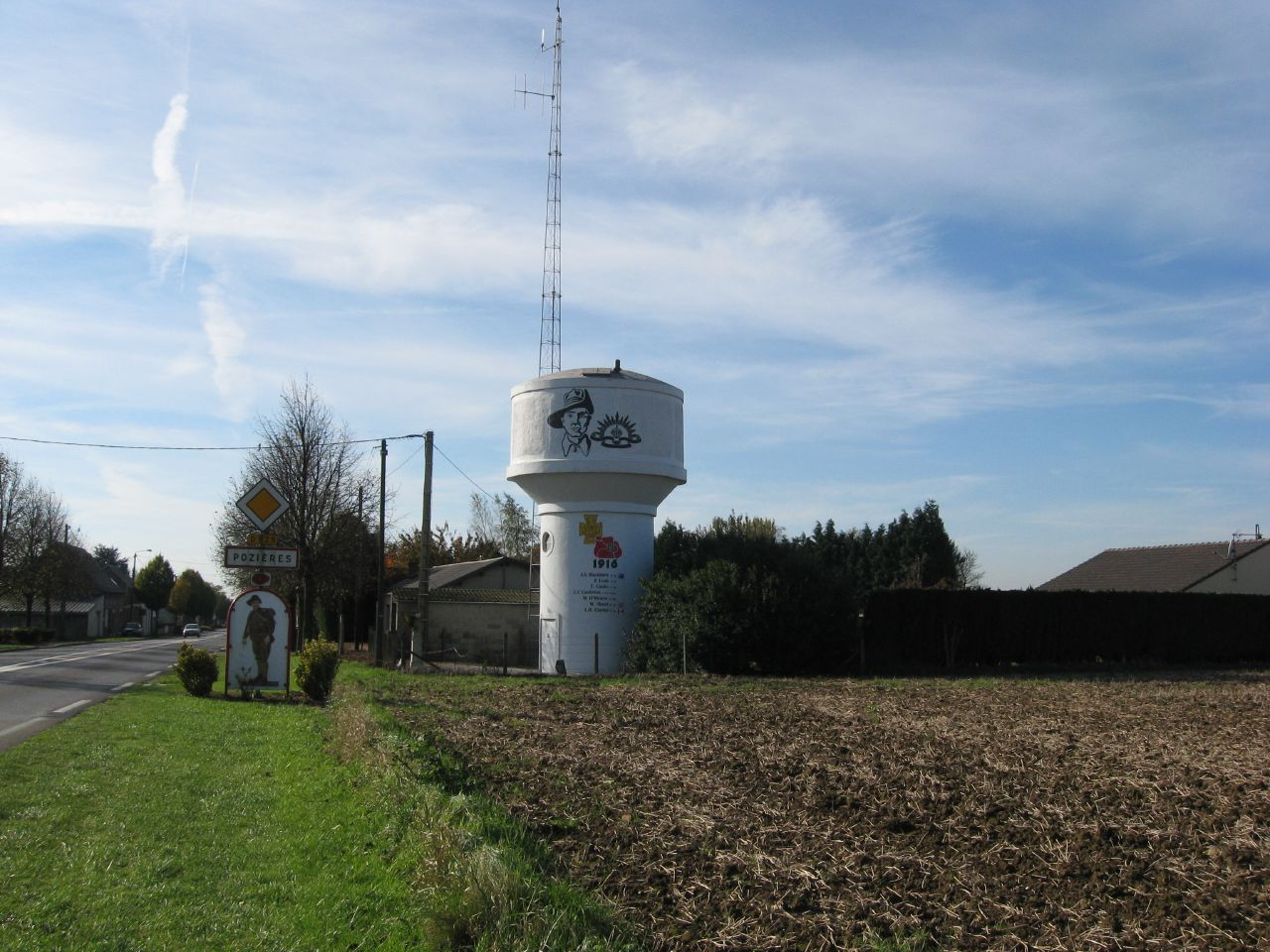
L'entrée nord-est de Pozières sur l'actuelle RD 929.

Le tracé correspond à une route aujourd'hui déclassée en D 929.
- Amiens D  929
- Querrieu
- Pont-Noyelles
- Lahoussoye
- Albert
- La Boisselle
- Pozières
- Le Sars
- Bapaume D  929

### De Bapaume à la Belgique
Le tracé avait été renommé en route nationale 30 avant d'être finalement déclassé.
- Bapaume D  930
- Beugny D  930
- Boursies D  630
- Anneux
- Fontaine-Notre-Dame
- Cambrai
- Escaudœuvres
- Iwuy
- Bouchain
- Douchy-les-Mines
- Denain
- Rouvignies
- La Sentinelle
- Valenciennes
- Saint-Saulve
- Onnaing
- Quiévrechain D  630
- Belgique N 51

## L'ancienne RN 29

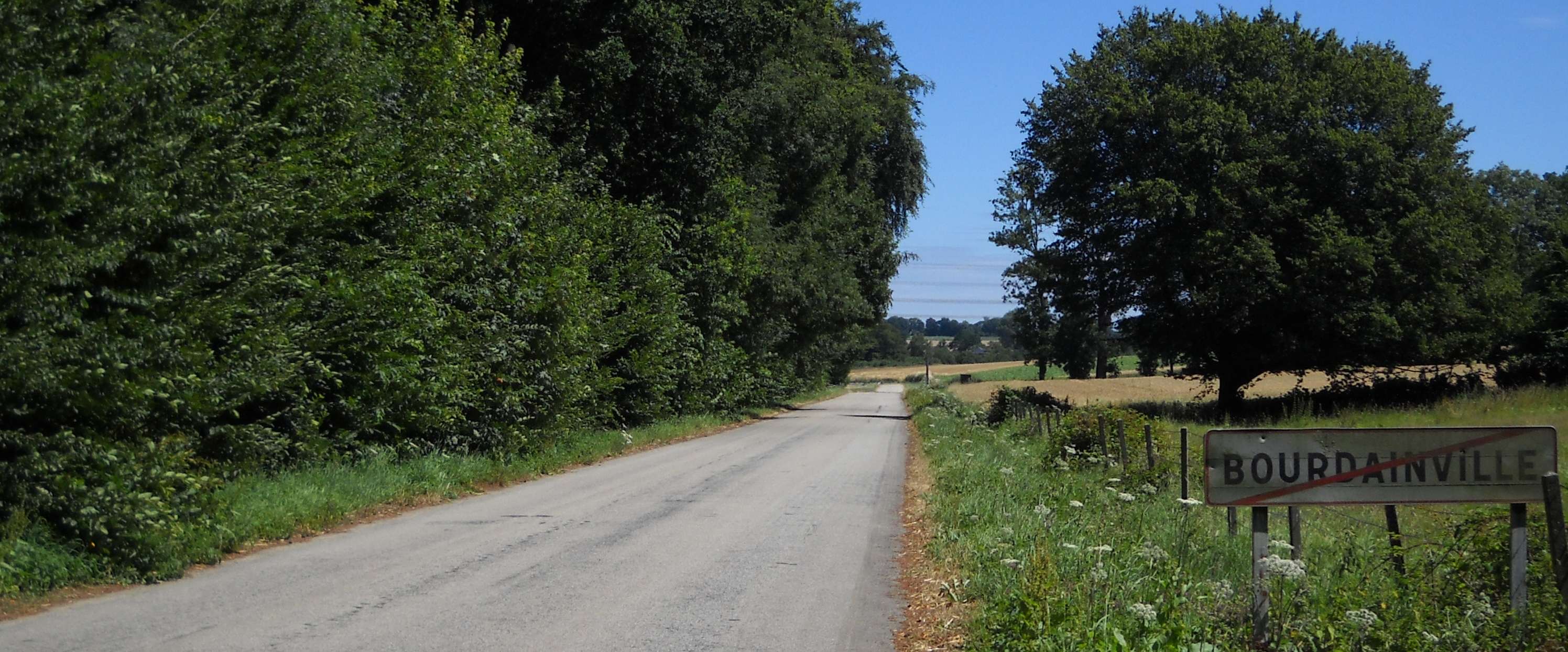
L'ancienne route nationale 29 à la sortie de Bourdainville.

L'ancienne route nationale 29 reliait Yvetot à Amiens avant la construction de l'actuelle RD 929. La plupart des tronçons ont été écrasés par le nouveau tracé, mais il en reste tout de même quelques-uns, notamment entre Bourdainville et Tôtes, ou encore à hauteur de Saint-Saëns.
Certaines portions de l'ancienne RN 29 longent le tracé actuel, et ont été aménagées en parkings.
À Saint-Saëns et Maucomble, la route a été déclassée en RD 929 lors de la construction de la nouvelle RN 29. Ainsi, lors des déclassements de 2006, le nouveau tracé fut déclassé en RD 1029.
Sur le tronçon reliant Bourdainville à  Tôtes, la circulation n'était pas aisée, du fait d'une sinuosité très importante de la route, conduisant à des accidents relativement fréquents. Par conséquent, il fut dédoublé par un nouveau tracé en 1987, plus court et moins dangereux.